# Línea de abonado digital asimétrica

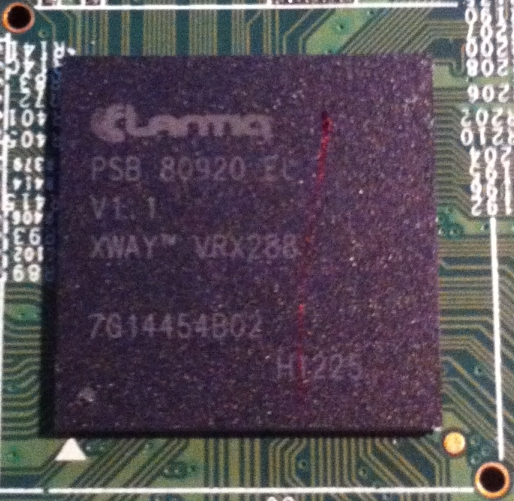
Circuito integrado auxiliar Lantiq XWAY VRX288 usado para el despliegue de capacidades VDSL y ADSL

ADSL (acrónimo en inglés de Asymmetric Digital Subscriber Line) es un tipo de tecnología de línea de abonado digital DSL.
Consiste en la transmisión de datos digitales apoyada en el cable de pares simétricos de cobre que lleva la línea telefónica convencional o línea de abonado (Red Telefónica Conmutada, PSTN), siempre y cuando la longitud de línea sea de hasta inclusive 10 km medidos desde la central telefónica, o no haya otros servicios por el mismo cable que puedan interferir.

## Descripción del ADSL

Frecuencias usadas en ADSL: el área roja es la usada para la voz en la Red telefónica conmutada (PSTN), la verde es la utilizada para la subida de datos (upstream) y la azul es la empleada para la descarga de datos (downstream).

ADSL es una tecnología de acceso a Internet de banda ancha, lo que implica una velocidad superior a una conexión por módem en la transferencia de datos, ya que el módem utiliza la banda de voz y por tanto impide el servicio de voz mientras se use y viceversa. Esto se consigue mediante una modulación de las señales de datos en una banda de frecuencias más alta que la utilizada en las conversaciones telefónicas convencionales (300 a 3400 Hz), función que realiza el enrutador ADSL. Para evitar distorsiones en las señales transmitidas, se necesita instalar un filtro (discriminador, filtro DSL ) que se encarga de separar la señal telefónica convencional de las señales moduladas de la conexión mediante ADSL.
Esta tecnología se denomina “asimétrica” porque las capacidades de descarga (desde la red hasta el usuario) y de subida de datos (en sentido inverso) no coinciden. La tecnología ADSL está diseñada para que la capacidad de bajada o descarga sea mayor que la de subida, lo que se corresponde con el uso de Internet por parte de la mayoría de usuarios finales, que reciben más información de la que envían (o descargan más de lo que suben).
En una línea ADSL se establecen tres canales de comunicación:
1. canal de envío de datos,
2. canal de recepción de datos, y,
3. canal de servicio telefónico normal.

La obtención de estos tres canales se puede realizar mediante dos técnicas: La primera, consiste en utilizar FDM para asignar una banda tanto al canal de datos ascendente como al descendente, estas dos bandas son divididas a su vez en subcanales mediante TDM, estos canales pueden ser de alta y baja velocidad. La segunda técnica es la cancelación de Eco, utilizada en módems analógicos muy concretos como el V.32 y el V.34 ITU-T.
Las empresas de telefonía implantan versiones mejoradas de esta tecnología, como ADSL2 y ADSL2+, con capacidad de suministro de televisión y video de alta calidad por el par telefónico. Supone una dura competencia entre las compañías telefónicas y los cableoperadores, y la desaparición de ofertas integradas de voz, datos y televisión, a partir de una misma línea y dentro de una empresa o varias, que ofrezca estos tres servicios de comunicación por un mismo medio: Triple play. El uso de un mayor ancho de banda para estos servicios limita todavía más la distancia a la que pueden funcionar por el par de hilos.
ADSL2 y ADSL2+ incorporan mecanismos de modulación y gestión de los recursos físicos avanzados, de modo que no solamente aumentan la capacidad del ADSL convencional de 8 Mbit/s a 12 y 24 Mbit/s respectivamente, sino que introducen mejoras para evitar las interferencias o ruido, y disminuir los efectos de la atenuación, de ahí que se alcancen distancias de hasta 9 km[cita requerida].
El ADSL es una tecnología que utiliza el par de cobre y tiene menos ancho de banda que otras tecnologías como cablemódem o Metro Ethernet[cita requerida], cuyo cableado urbano está compuesto por hilos de fibra óptica en lugar del par de cobre implementado en su mayor parte en las décadas de 1950 y 1960.

## Ventajas y desventajas del ADSL
La tecnología ADSL presenta ventajas e inconvenientes respecto a la conexión telefónica a Internet por medio del módem.

### Ventajas
- Ofrece la posibilidad de hablar por teléfono al mismo tiempo que se navega por Internet, porque voz y datos trabajan en bandas separadas por la propia tecnología ADSL y por filtros físicos (splitters y microfiltros).
- Utiliza la infraestructura existente de la red telefónica básica. Ventajoso, tanto para los operadores que no tienen que afrontar grandes gastos para la implantación de esta tecnología, como para los usuarios, ya que el costo y el tiempo que tardan en tener disponible el servicio es menor que si el operador tuviese que emprender obras para generar nueva infraestructura.
- Ofrece mucha mayor velocidad de conexión  que la obtenida mediante marcación telefónica a Internet; de hecho, no se necesita el "marcado" tal como lo conocemos, sino que se conecta independientemente de la conexión tradicional de voz. Este es el aspecto más interesante para los usuarios. En la gran mayoría de escenarios, es la tecnología con mejor relación velocidad/precio.
- Cada circuito entre abonado y central es único y exclusivo para ese usuario. Es decir, el cable de cobre que sale del domicilio del abonado llega a la central sin haber sido agregado y, por tanto, evita cuellos de botella por canal compartido, lo cual sí ocurre en otras tecnologías, que utilizan un mismo cable para varios abonados (por ejemplo: el cablemódem).

### Desventajas
- No todas las líneas telefónicas pueden ofrecer este servicio, debido a que las exigencias de calidad del par, tanto de ruido como de atenuación, por distancia  a la central, son más estrictas que para el servicio telefónico básico. De hecho, el límite teórico para un servicio aceptable equivale a 5,5 km de longitud de línea; el límite real suele ser del orden de los 3 km.
- Debido a los requerimientos de calidad del par de cobre, el servicio no es económico en países con pocas o malas infraestructuras, sobre todo si comparamos con los precios en otros países con infraestructuras más avanzadas.
- La calidad del servicio depende de factores externos, como interferencias en el cable o distancia a la central, al no existir repetidores de señal entre esta y el módem del usuario final. Esto hace que la calidad del servicio fluctúe, provocando en algunos casos cortes y/o disminución de caudal. Existen miles de fuentes de interferencias electromagnéticas, desde el agua hasta los motores eléctricos, pasando por las instalaciones internas del cliente de los cables de corriente eléctrica o de hilo musical. Este problema no existe en la fibra óptica donde se transmite luz láser en un medio protegido por una cubierta opaca, ya que la luz es inmune a aquellas interferencias.
- Sus capacidades de transmisión son muy inferiores a otras tecnologías como Hybrid Fibre Coaxial (HFC), comúnmente denominado cable coaxial o fibra óptica.

## Tabla comparativa de velocidades
| Nombre                   | Nombre común       | Recepción máxima (Mbit/s) | Transmisión máxima (Mbit/s) |
| ------------------------ | ------------------ | ------------------------- | --------------------------- |
| ANSI T1.413-1998 Issue 2 | ADSL               | 8                         | 1,0                         |
| ITU G.992.1              | ADSL (G.DMT)       | 8                         | 1,3                         |
| ITU G.992.1 Annex A      | ADSL over POTS     | 8                         | 1,3                         |
| ITU G.992.1 Annex B      | ADSL over ISDN     | 8                         | 1,8                         |
| ITU G.992.2              | ADSL Lite (G.Lite) | 1,5                       | 0,5                         |
| ITU G.992.3              | ADSL2              | 12                        | 1,0                         |
| ITU G.992.3 Annex J      | ADSL2              | 13                        | 3,15                        |
| ITU G.992.3 Annex L      | RE-ADSL2           | 5                         | 0,8                         |
| ITU G.992.4              | splitterless ADSL2 | 1,5                       | 0,5                         |
| ITU G.992.5              | ADSL2+             | 24                        | 1,0                         |
| ITU G.992.5 Annex M      | ADSL2+M            | 24                        | 3,5                         |